# Randall Craig Fleischer
Randall Craig Fleischer (1958 – Sherman Oaks, 19 agosto 2020) è stato un direttore d'orchestra statunitense.
È stato direttore musicale delle orchestre della Hudson Valley Philharmonic, Anchorage Symphony e Youngstown Symphony.

## Biografia

### Formazione
Fleischer ha studiato con Leonard Bernstein come direttore d'orchestra al Tanglewood nel 1989. Ha lavorato come assistente direttore dell'American Symphony Orchestra dal 1986 al 1989. Mentre studiava per la sua Laurea in Musica presso la Scuola di Musica dell'Università dell'Indiana, prestò servizio come maestro del coro del I.U. Opera Theater dal 1983 al 1985. Fleischer ricevette il Bachelor of Music Education dal Conservatorio di Musica di Oberlin e studiò direzione orchestrale privatamente con Otto Werner Mueller e tramite corsi di perfezionamento con Seiji Ozawa, Riccardo Muti, Gustav Meier ed altri.

### Carriera
Fleischer è apparso come direttore ospite con molte orchestre importanti negli Stati Uniti ea livello internazionale, inclusi i ripetuti impegni con l'Orchestra filarmonica d'Israele, la Los Angeles Philharmonic, la San Francisco Symphony, la St. Paul Chamber Orchestra, la Seattle Symphony, la Utah Symphony, la San Diego Symphony, la Philadelphia Chamber Orchestra e altri.
Fleischer balzò per la prima volta all'attenzione internazionale quando, durante il suo primo di cinque anni come assistente, poi direttore associato della National Symphony Orchestra, diresse il Concerto per violoncello di Dvořák con Mstislav Rostropovich come solista durante la tournée del Giappone e dell'Unione Sovietica nel 1990 dell'NSO. Questa era la prima volta che Rostropovich suonava il violoncello in Russia dal suo esilio forzato nel 1972. Fleischer è stato il protagonista nel documentario PBS trasmesso a livello internazionale "Soldier of Music" che documentava il ritorno di Rostropovich in Unione Sovietica e fu anche inserito nel segmento di 60 Minutes di quest'evento. "Soldier of Music" fu successivamente pubblicato sull'etichetta Sony Video.
Nel 1995 Fleischer fece il suo debutto con la New York City Opera dirigendo Il flauto magico. Il repertorio operistico di Fleischer comprende produzioni di La Bohème, Turandot, Tosca, Madama Butterfly, Don Giovanni, La Traviata ed altre.

### Compositore
Attivo come compositore, Fleischer è un leader nazionale nel settore della fusione sinfonica di musica rock e world music. Pioniere di questi generi nuovi e in crescita, ha lavorato con artisti come John Densmore (The Doors), Natalie Merchant, Blondie, Ani DiFranco, John Cale (Velvet Underground) Garth Hudson (The Band), Kenny Rogers e gli artisti nativi americani R. Carlos Nakai, Burning Sky, The Hawk Project, The Benally Family ed altri. Come difensore della nuova musica, Fleischer ha commissionato e diretto prime mondiali e opere di compositori viventi.

### Insegnamento
Come educatore Fleischer è coautore di numerosi pezzi didattici per bambini in collaborazione con la moglie, l'attrice Heidi Joyce, che sono stati eseguiti in anteprima dalla National Symphony Orchestra, inclusi tre pezzi rap per orchestra. Nel gennaio del 1991, la Joyce e Fleischer hanno co-sceneggiato e interpretato "Martin Luther King Jr.: Un viaggio spirituale" con la NSO, un pezzo per narratore e orchestra che esplora la storia del movimento per i diritti civili con estratti di discorsi di King, narrati per la figlia di King, Yolanda King. Questo pezzo è stato trasmesso sulla PBS nel febbraio 1995.

### Rocktopia
Fleischer creò assieme a Rob Evan Rocktopia, un mix di musica classica e rock classico, che a marzo del 2018 ha iniziato una serie di sei settimane al Broadway Theatre. I suoi vocalist includono Evan, Alyson Cambridge, Chloe Lowery, Kimberly Nichole e Tony Vincent, così come violinista celtico Máiréad Nesbitt, il chitarrista Tony Bruno, una rock band di 5 elementi, un'orchestra di 20 elementi e un coro di 40 membri.